# Manicamp
Manicamp ist eine französische Gemeinde mit 306 Einwohnern (Stand 1. Januar 2022) im Département Aisne in der Region Hauts-de-France; sie gehört zum Arrondissement Laon und zum Kanton Vic-sur-Aisne. Die Bewohner werden Manicampois und Manicampoises genannt.

## Geografie
Die Gemeinde Manicamp liegt etwa in der Mitte zwischen den Städten Laon (37 Kilometer entfernt), Saint-Quentin (38 Kilometer entfernt) und Compiègne (34 Kilometer entfernt). Von der Oise, die die Nordgrenze der Gemeinde bildet, zweigt im nordöstlichsten Winkel von Manicamp der Oise-Aisne-Kanal ab.  Nachbargemeinden von Manicamps sind Abbécourt im Norden, Bichancourt im Nordosten, Saint-Paul-aux-Bois im Südosten, Besmé im Süden, Bourguignon-sous-Coucy im Südwesten, Quierzy im Westen sowie Marest-Dampcourt im Nordwesten.

## Bevölkerungsentwicklung
| Jahr                       | 1962 | 1968 | 1975 | 1982 | 1990 | 1999 | 2008 | 2012 | 2022 |
| Einwohner                  | 371  | 336  | 317  | 313  | 333  | 344  | 319  | 318  | 306  |
| Quellen: Cassini und INSEE |      |      |      |      |      |      |      |      |      |

## Sehenswürdigkeiten
- Kirche St. Peter (Église Saint-Pierre)

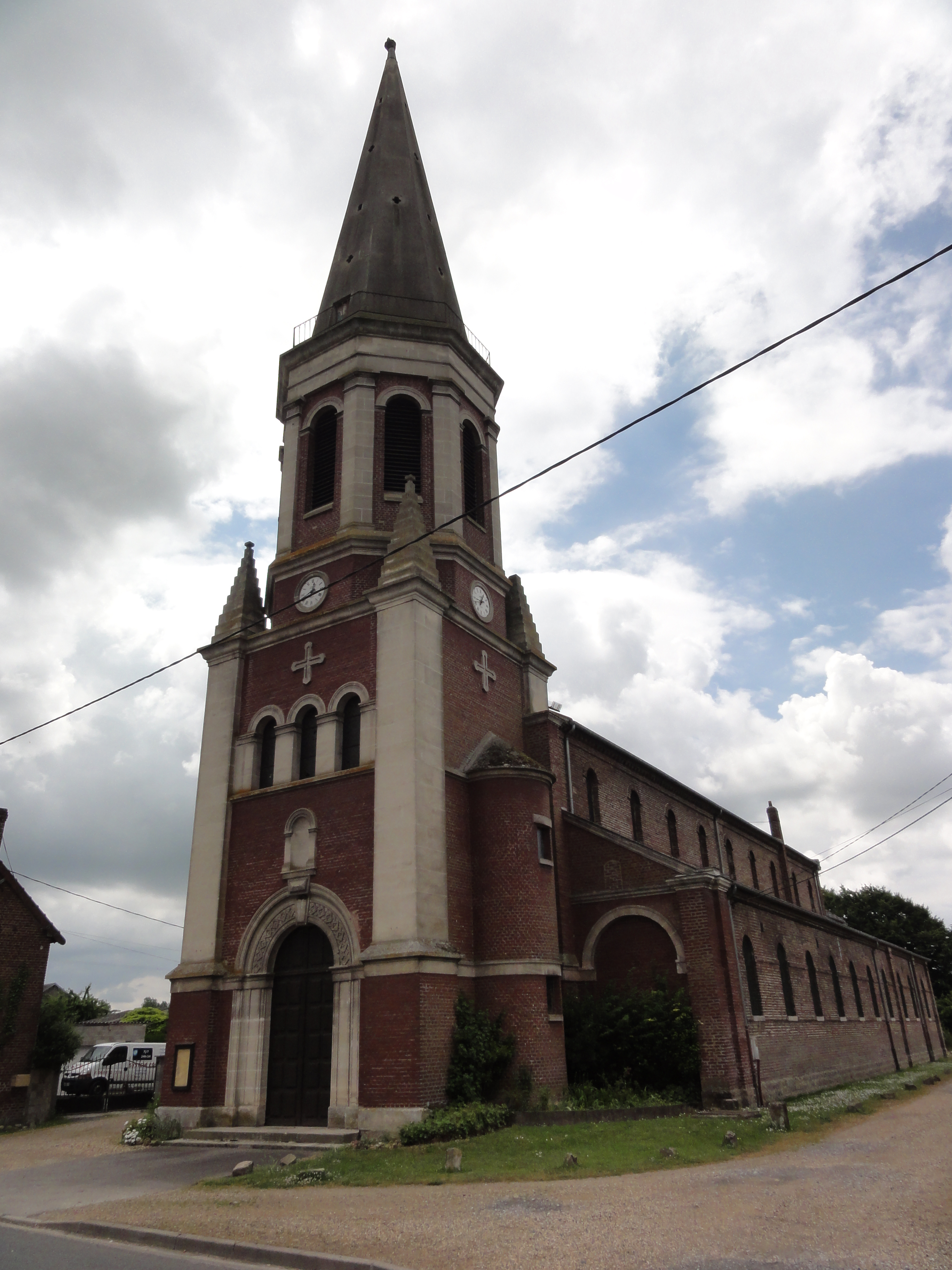
Kirche Saint-Pierre
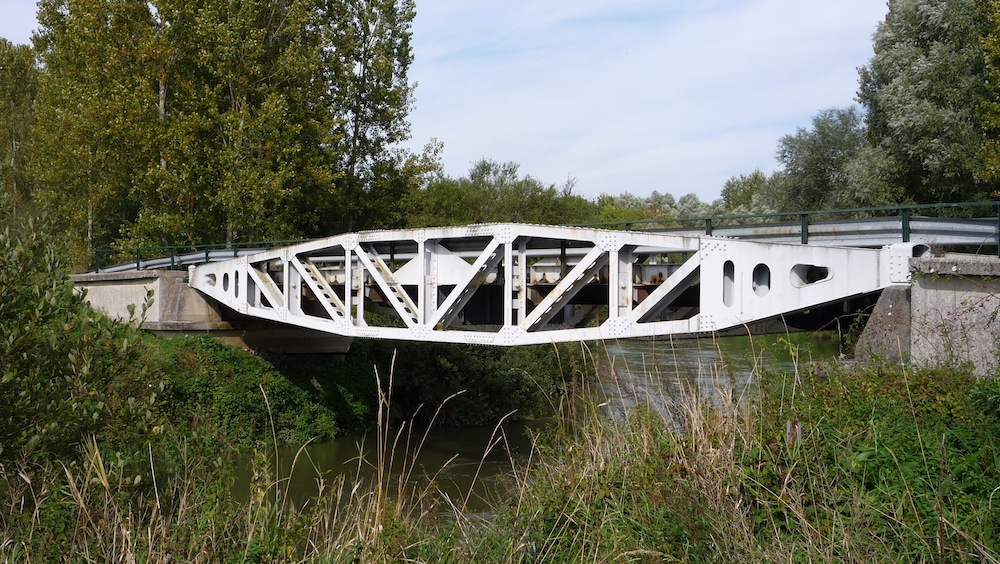
Brücke über die Oise an der Straße Manicamp-Abbécourt